# Шугур
Шугур — деревня в России, находится в Кондинском районе, Ханты-Мансийского автономного округа — Югры. Входит в состав Сельского поселения Шугур.

## География
Деревня расположена на реке Юконде, левом притоке Конды.

## История
Дата основания — 12 августа 1900 года
Население занималось в основном охотой, рыболовством. 
До 1973 года Шугур представлял собой небольшое селение, которое являлось отделением зверосовхоза «Карымский», здесь была начальная школа и несколько домов. 
В 1973 году по решению Кондинского райисполкома из затопляемого во время наводнений села Карым в Шугур были переведены зверосовхоз, объекты соцкультбыта, сельсовет. В деревне начали работать национальная школа и национальный интернат. 

## Население
Население на 1 января 2008 года составляло 681 человек.
| 2010 |
| ---- |
| 637  |

## Климат
Климат резко континентальный, зима суровая, с сильными ветрами и метелями, продолжающаяся пять-шесть месяцев. Лето относительно тёплое, но быстротечное.